# Metropolitano de São Petersburgo
O Metro de São Petersburgo (em russo:  Петербургский метрополитен) é o sistema de metropolitano que opera na cidade de São Petersburgo, na Rússia. Conhecido formalmente por Metro de Leningrado, tem muitos traços das ideologias socialistas que vigoravam aquando da sua construção, sobretudo na decoração e ornamentação das suas estações. Devido à sua geologia única, o metro de São Petersburgo é um dos mais fundos do mundo; serve cerca de três milhões de passageiros diariamente, sendo um dos dez mais movimentados sistemas de metro do globo.
Rede
| Linha   | Cor      | Trajecto                          | Inaugu- ração | Número de estações |
| ------- | -------- | --------------------------------- | ------------- | ------------------ |
| Linha 1 | Vermelho | Devyatkino ↔ Prospekt Veteranov   | 1955          | 19                 |
| Linha 2 | Azul     | Parnas ↔ Cúptchino                | 1960          | 18                 |
| Linha 3 | Verde    | Begovaia ↔ Rybatskoie             | 1967          | 12                 |
| Linha 4 | Laranja  | Gornyi Institut ↔ Ulitsa Dybenko  | 1985          | 9                  |
| Linha 5 | Violeta  | Komendantskii Prospekt ↔ Shushary | 2008          | 15                 |

## História
Os primeiros projetos, para a construção de uma rede de metropolitano na cidade, apareceram em 1899 sob a forma de linhas elevadas; São Petersburgo era então a capital da Rússia. Contudo, com a Revolução russa de Outubro e com a Guerra civil russa, a capital passou para Moscovo, e, durante mais de uma década, o projecto ficou suspenso. No entanto, no final da década de 1930 a ideia foi reposta na mesa após a abertura do metro de Moscovo em 1935. À semelhança do sistema de metropolitano da nova capital, a maior adversidade na construção do metro foi a escavação dos túneis.
A construção começou em 1940; por causa da Segunda Guerra Mundial a rede só foi inaugurada a 15 de Novembro de 1955, com sete estações operacionais (a oitava estação foi inaugurada alguns meses depois). Foram integradas na linha Kirovsko-Vyborgskaya (Linha 1), que estava ligada na altura à linha de comboio (trem) que levava a Moscovo. A linha expandiu-se progressivamente até que em 1978 chegou à Óblast de Leninegrado.

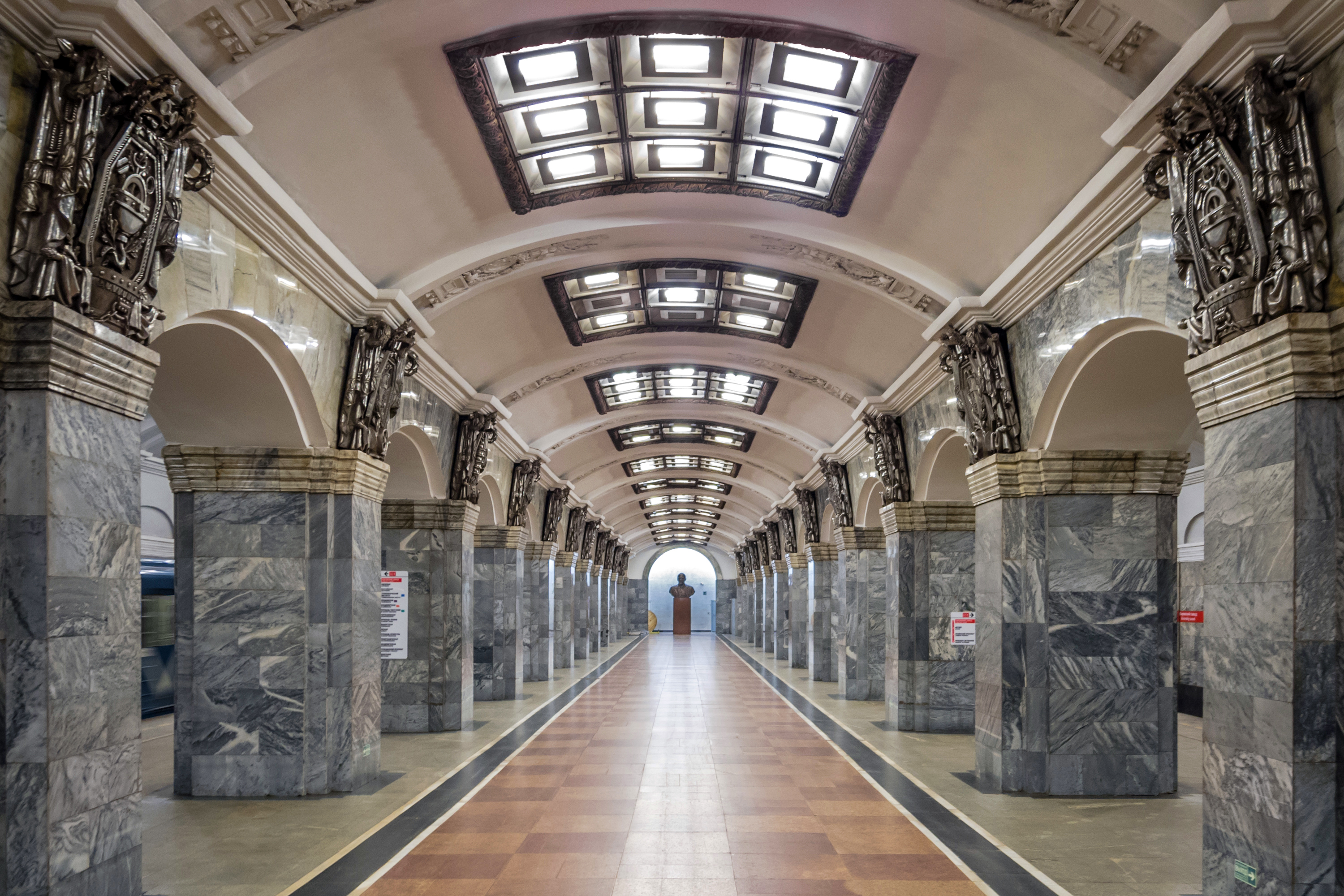
Estação «Kirovsky Zavod» (1955)

A construção da linha Moskovsko-Petrogradskaya (Linha 2) começou pouco depois de ter sido inaugurado o sistema de metropolitano da cidade. Iniciou o serviço entre a estação de Tekhnologitcheskii Institut e o Park Pobedy no ano de 1960. As expansões sucederam-se rapidamente e hoje em dia circula entre as estações de Cúptchino e Parnas.
A linha Nevsko-Vasileostrovskaya (Linha 3) foi inaugurada em 1967 ligando a ilha de Vasilievsky, o centro da cidade, a zona industrial e a margem sul do rio Neva em sucessivas expansões até 1984.
A linha Lakhtinsko-Pravoberejnaya (Linha 4), abriu em 1985 para servir uma nova área residencial na margem direita do Neva, tendo sido expandida para norte.
A linha Frunzensko-Primorskaya (Linha 5), a partir do ano de 2008 quando em trecho norte da linha Lakhtinsko-Pravoberejnaya (No.4) foi reconectado à novas estações construídas na distrito Frunzensky.
Uma última estação aberta em São Petersburgo, «Obvodnyi canal» (linha Frunzensko-Primorskaya) foi inaugurada em 30 de dezembro de 2010. No entanto, o comprimento total das vias não aumentou após esta abertura, porque uma nova estação está localizada no meio desta linha.
Em 03 de abril de 2017, uma explosão atingiu o metrô de São Petersburgo, deixando pelo menos dez mortos e cinquenta pessoas feridas. O atentado ocorreu na estação Sennaya Ploshchad

## Expansões futuras
O metro de São Petersburgo cresceu muito nos últimos cinquenta anos; em 2008 a Linha 4 vai dividir-se em dois, e daí nascerá a nova Linha 5 (Pravoberezhnaya Line) que seguirá para norte. Vai ser construída uma linha em anel que estará pronto em meados de 2025.